# Karen Abgarovich Khachanov
Karen Abgarovich Khachanov (tiếng Nga: Каре́н Абга́рович Хача́нов; sinh ngày 21 tháng 5 năm 1996) là một vận động viên quần vợt chuyên nghiệp người Nga. Anh đã giành 6 danh hiệu đơn ATP, trong đó có danh hiệu Paris Masters 2018. Khachanov có thứ hạng đánh đơn cao nhất là vị trí số 8 thế giới vào ngày 15 tháng 7 năm 2019, sau khi vào vòng tứ kết Giải quần vợt Pháp Mở rộng 2019.

## Các trận chung kết quan trọng

### Chung kết Thế vận hội

#### Đơn: 1 (1 huy chương bạc)
| Kết quả        | Năm  | Giải đấu               | Mặt sân | Đối thủ          | Tỷ số    |
| -------------- | ---- | ---------------------- | ------- | ---------------- | -------- |
| Huy chương bạc | 2021 | Thế vận hội Tokyo 2020 | Cứng    | Alexander Zverev | 3–6, 1–6 |

### Chung kết Masters 1000

#### Đơn: 1 (1 danh hiệu)
| Kết quả | Năm  | Giải đấu      | Mặt sân  | Đối thủ        | Tỷ số    |
| ------- | ---- | ------------- | -------- | -------------- | -------- |
| Thắng   | 2018 | Paris Masters | Cứng (i) | Novak Djokovic | 7–5, 6–4 |

#### Đôi: 3 (1 danh hiệu, 2 á quân)
| Kết quả | Năm  | Giải đấu      | Mặt sân          | Đồng đội      | Đối thủ                             | Tỷ số                 |
| ------- | ---- | ------------- | ---------------- | ------------- | ----------------------------------- | --------------------- |
| Thua    | 2018 | Miami Open    | Cứng             | Andrey Rublev | Bob Bryan Mike Bryan                | 6–4, 6–7(5–7), [4–10] |
| Thua    | 2019 | Paris Masters | Cứng (trong nhà) | Andrey Rublev | Pierre-Hugues Herbert Nicolas Mahut | 4–6, 1–6              |
| Thắng   | 2023 | Madrid Open   | Đất nện          | Andrey Rublev | Rohan Bopanna Matthew Ebden         | 6–3, 3–6, [10–3]      |

## Chung kết ATP

### Đơn: 8 (6 danh hiệu, 2 á quân)
| Legend                 |
| ---------------------- |
| Grand Slam (0–0)       |
| Olympic Games (0–1)    |
| ATP Finals (0–0)       |
| ATP Masters 1000 (1–0) |
| ATP 500 Series (0–0)   |
| ATP 250 Series (5–1)   |

| Mặt sân       |
| ------------- |
| Cứng (6–2)    |
| Đất nện (0–0) |
| Cỏ (0–0)      |
| Thảm (0–0)    |

| Kiểu sân         |
| ---------------- |
| Ngoài trời (3–2) |
| Trong nhà (3–0)  |

| Kết quả | Thắng-Thua | Ngày          | Giải đấu                            | Cấp độ       | Mặt sân  | Đối thủ              | Tỷ số                   |
| ------- | ---------- | ------------- | ----------------------------------- | ------------ | -------- | -------------------- | ----------------------- |
| Thắng   | 1–0        | Th10 năm 2016 | Chengdu Open, Trung Quốc            | 250 Series   | Cứng     | Albert Ramos Viñolas | 6–7(4–7), 7–6(7–3), 6–3 |
| Thắng   | 2–0        | Th2 năm 2018  | Open 13, Pháp                       | 250 Series   | Cứng (i) | Lucas Pouille        | 7–5, 3–6, 7–5           |
| Thắng   | 3–0        | Th10 năm 2018 | Kremlin Cup, Nga                    | 250 Series   | Cứng (i) | Adrian Mannarino     | 6–2, 6–2                |
| Thắng   | 4–0        | Th11 năm 2018 | Paris Masters, Pháp                 | Masters 1000 | Cứng (i) | Novak Djokovic       | 7–5, 6–4                |
| Thua    | 4–1        | Th8 năm 2021  | Olympic Games, Nhật Bản             | Olympics     | Cứng     | Alexander Zverev     | 3–6, 1–6                |
| Thua    | 4–2        | Th1 năm 2022  | Adelaide International 1, Australia | 250 Series   | Cứng     | Gaël Monfils         | 4–6, 4–6                |
| Thắng   | 5–2        | Sep 2023      | Zhuhai Championships, Trung Quốc    | 250 Series   | Cứng     | Yoshihito Nishioka   | 7–6(7–2), 6–1           |
| Thắng   | 6–2        | Feb 2024      | Qatar Open, Qatar                   | 250 Series   | Cứng     | Jakub Menšík         | 7–6(14–12), 6–4         |

### Đôi: 3 (1 danh hiệu, 2 á quân)
| Giải đấu               |
| ---------------------- |
| Grand Slam (0–0)       |
| ATP Finals (0–0)       |
| ATP Masters 1000 (1–2) |
| ATP 500 Series (0–0)   |
| ATP 250 Series (0–0)   |

| Mặt sân       |
| ------------- |
| Cứng (0–2)    |
| Đất nện (1–0) |
| Cỏ (0–0)      |
| Thảm (0–0)    |

| Kiểu sân         |
| ---------------- |
| Ngoài trời (1–1) |
| Trong nhà (0–1)  |

| Kết quả | Thắng-Thua | Ngày          | Giải đấu                 | Cấp độ       | Mặt sân  | Đồng đội      | Đối thủ                             | Tỷ số                 |
| ------- | ---------- | ------------- | ------------------------ | ------------ | -------- | ------------- | ----------------------------------- | --------------------- |
| Thua    | 0–1        | Th3 năm 2018  | Miami Open, Mỹ           | Masters 1000 | Cứng     | Andrey Rublev | Bob Bryan Mike Bryan                | 6–4, 6–7(5–7), [4–10] |
| Thua    | 0–2        | Th11 năm 2019 | Paris Masters, Pháp      | Masters 1000 | Cứng (i) | Andrey Rublev | Pierre-Hugues Herbert Nicolas Mahut | 4–6, 1–6              |
| Thắng   | 1–2        | May 2023      | Madrid Open, Tây Ban Nha | Masters 1000 | Đất nện  | Andrey Rublev | Rohan Bopanna Matthew Ebden         | 6–3, 3–6, [10–3]      |

## Giải thưởng
Quốc gia
- Giải Russian Cup ở hạng mục:
  - Tay vợt Trẻ của Năm: 2013;
  - Nam Tay vợt của Năm: 2018;
  - Olympians-2020;
  - Đội của Năm: 2019, 2021.[1]
- Danh hiệu thể thao "Merited Master of Sports of Russia" (6 tháng 8 năm 2021)[2]
- Medal of the Order "For Merit to the Fatherland", hạng Nhất (11 tháng 8 năm 2021).[3]